# Пановка (Высокогорский район)
Пановка — село в Высокогорском районе Татарстана. Входит в Высокогорское сельское поселение.
Численность населения — 277 человек (2010 г.).

## География
Расположено на реке Киндерка в 8 км к юго-востоку от посёлка Высокая Гора (райцентр), в 6 км от села Высокая Гора и в 20 км к северо-востоку от центра Казани. На севере к селу примыкает лесной массив, на западе — село Пермяки.
Имеются подъездные дороги от села Высокая Гора и от объездной дороги Казани (М7). Ближайшая ж.-д. станция находится в райцентре.

## История
Село основано под названием Бурнашева во 2-й половине XVI века, к середине XVII века было покинуто. Позже возрождено, носило также название Никольское. 
В 1824 году в селе была построена Никольская церковь.
Село входило в Арский кантон (1920—1926), в Казанский (1927—1934), Пестречинский (1963—1964) районы. В 1935—1962 годах и с 1965 года — в Высокогорском районе. 
С 2005 года входит в Высокогорское сельское поселение. 

## Достопримечательности
- Никольская церковь — ныне является памятником архитектуры[1].
- В 2012 году в селе обнаружена могила начальника Симбирского ополчения 1812 года князя Дмитрия Васильевича Тенишева, Казанский вице-губернатор, а затем Астраханский гражданский губернатор[2].